# Rose Marie Bentley
Rose Marie Bentley, née en 1919 et morte en 2017 est une femme américaine atteinte d'une malformation congénitale très rare appelée situs inversus. 
En 2018, alors qu'elle avait fait don de son corps à la science, des étudiants en médecine de l'université de Portland aux États-Unis ont fait une découverte étonnante. En effet, ses organes digestifs étaient inversés par rapport à la constitution normale du corps humain. Selon Cameron Walker, professeur d'anatomie à l'université de la santé et des sciences, il s'agit d'un cas sur 50 millions,.